# For The Gambia Our Homeland
For The Gambia Our Homeland (arabisch لغامبيا وطننا) ist die Nationalhymne von Gambia, komponiert von Jeremy Frederick Howe und geschrieben von dessen Frau Virginia Julie Howe. Sie basiert auf dem traditionellen Mandinka-Song Foday Kabba Dumbuya und wurde 1965 zur Unabhängigkeit Gambias übernommen.
Foday Kabba Dumbuya führte Dschihad gegen die traditionell religiöse Soninke. Er wurde 1901 von der Kolonialmacht, dem Vereinigten Königreich, gestellt und getötet.

## Englischer Text
For the Gambia, our homeland,

we strive and work and pray.

That all may live in unity,

freedom and peace each day.

Let justice guide our actions

to work man’s common good,

and join our diverse people,

to proof man’s brotherhood.

We pledge our firm allegiance,

our promise we renew.

Keep us, great God of nations,

to the Gambia ever true.

## Deutsche Übersetzung
Für Gambia, unser Vaterland,

streben und arbeiten und beten wir,

dass alle jeden Tag in Einigkeit,

Freiheit und Frieden leben können.

Lasse Gerechtigkeit unsere Taten leiten,

um das gemeinsame Gut der Menschheit zu schaffen,

und unsere unterschiedlichen Völker zu vereinen,

um die Brüderlichkeit des Menschen zu zeigen.

Wir geloben feste Treue,

unsere Versprechen erneuern wir.

Lasse uns, großer Gott der Nationen,

Gambia immer treu sein.